# Discutere del sesso degli angeli
Discutere del sesso degli angeli, anche nella forma discutere sul sesso degli angeli, è un modo di dire della lingua italiana ed equivale a discutere di cose inutili, perdendo del tempo che sarebbe meglio utilizzare per cose più utili.

## Origini
Le origini sono incerte, ma si pensa che risalga al periodo bizantino, quando i teologi bizantini erano soliti dibattere tra di loro sul sesso degli angeli, anche quando i Turchi di Maometto II stavano per espugnare Costantinopoli, nel 1453, ponendo fine all'Impero romano d'Oriente. Equivale quindi a dare importanza a questioni marginali o irrilevanti ignorando questioni ben più serie presenti al momento.